# Tropidophoxinellus alburnoides
Tropidophoxinellus alburnoides là một loài cá trong họ Cyprinidae. Nó được tìm thấy ở Bồ Đào Nha và Tây Ban Nha. Các môi trường sống tự nhiên của chúng là sông và sông theo mùa. Nó có thể bị đe dọa do mất môi trường sống.